# Expedice 67
Expedice 67 byla šedesátá sedmá dlouhodobá mise k Mezinárodní vesmírné stanici (ISS). Začala 30. března 2022 v okamžiku odletu Sojuzu MS-19 a skončila s odletem Sojuzu MS-21 zpět na Zemi 29. září 2022.

## Posádka
Expedice 67 začala 30. března 2022 v 07:21 UTC, kdy se od ISS odpojila loď Sojuz MS-19 se členy dlouhodobé Expedice 66 Antonem Škaplerovem, Pjotrem Dubrovem a Markem Vande Hei.
Velitelem ISS byl v okamžiku zahájení Expedice 67 Thomas Marshburn (funkci převzal o několik hodin dříve) a na stanici včetně něj pobývalo celkem 7 kosmonautů a astronautů. Čtyři z nich – vedle Marshburna také Raja Chari, Matthias Maurer a Kayla Barronová – přiletěli 11. listopadu 2021 s misí SpaceX Crew-3 a byli členy Expedice 66. Odletěli po několika odkladech 5. května 2022. Zbylí tři – Oleg Artěmjev, Denis Matvějev a Sergej Korsakov – se v lodi Sojuz MS-21 ke stanici připojili 18. března 2022 jako ruská část nadcházející Expedice 67. Thomas Marshburn předal 4. května, pouhých 11 hodin před opuštěním stanice, velení Olegu Artěmjevovi. Všichni tři ruští kosmonauti se ve své lodi od stanice odpojí 29. září 2022, čímž tato expedice skončí. Ještě předtím ale na stanici v Sojuzu MS-22 přiletěla část posádky pro Expedici 68, Rusové Sergej Prokopjev, Dmitrij Petělin a Američan Francisco Rubio
Americko-evropskou část Expedice 67 tvoří posádka lodi SpaceX Crew-4, jejíž posádka – Kjell Lindgren, Robert Hines, Samantha Cristoforettiová a Jessica Watkinsová – na stanici dorazila 27. dubna 2022, ještě před odletem mise SpaceX Crew-3. Opustit ji měla po předání činností svým 4 kolegům určeným pro následující Expedici 68, jejichž přílet na stanici v lodi SpaceX Crew-5 byl naplánován na počátek září, ještě během Expedice 67. Kvůli změnám v programu letů však padlo rozhodnutí, že posádka Crew-4 na palubě stanice setrvá déle a ke střídání s posádkou Crew-5 dojde až o měsíc později v prvních dnech Expedice 68. Samantha Cristoforettiová se dokonce na několik dní stala velitelkou ISS, když 28. září 2022 kolem 13:40 UTC převzala velení od Olega Artěmjeva před jeho odletem ze stanice (s oběma dalšími členy posádky Sojuz MS-21). Ten se uskutečnil 29. září 2022 v 07:34:18 UTC a ve stejný okamžik Expedice 67 skončila. 
Na palubě stanice v tom okamžiku byli Kjell Lindgren, Robert Hines, Samantha Cristoforettiová a Jessica Watkinsová se svou lodí Crew-4 a Sergej Prokopjev, Dmitrij Petělin a Francisco Rubio jako posádka lodi Sojuz MS-22. 

### Rusko-americká výměna členů posádek pro Expedici 68
Za členy posádky mise Crew-5 byli vybráni Nicole Mannová, Josh Cassada a Kóiči Wakata; čtvrté místo bylo ponecháno volné kvůli nejasnostem ohledně návratu k praxi výměny ruských kosmonautů a amerických astronautů v posádkách lodí. Z prohlášení ředitele ruské kosmické agentury Roskosmos Dmitrije Rogozina v říjnu 2021 vyplynulo, že Rusko na základě do té doby uskutečněných letů považuje lodi společnosti SpaceX za bezpečné, a proto obnoví jednání s NASA o vzájemné výměně míst v lodích Sojuz a Crew Dragon a vytváření smíšených posádek s nejméně jedním ruským kosmonautem a jedním americkým astronautem v každé misi.
Dne 8. prosince 2021 Rogozin oznámil, že se mise SpaceX Crew-5 stane první, kdy k takové výměně dojde, a prvním ruským občanem, který poletí na Crew Dragonu, se stane Anna Kikinová, původně zařazená do posádky Sojuzu MS-22 společně se Sergejem Prokopjevem a Dmitrijem Petělinem. Roskosmos dále 20. ledna 2022 oznámil, že v případě uzavření dohody s NASA bude recipročně členem posádky Sojuzu MS-22 astronaut NASA Francisco Rubio. Pokud by k výměně nedošlo, byla by místo Anny Kikinové čtvrtou členkou posádky letu SpaceX Crew-5 Jeanette Eppsová a Anna Kikinová by na ISS letěla v Sojuzu MS-22. 
I přes zvýšené napěti kvůli invazi ruských vojsk na Ukrajinu zahájené 24. února 2022 a navazujícím hospodářským a politickým sankcím USA a řady evropských a dalších zemi proti Rusku informovala NASA 14. března, že stále plánuje provést výměnu posádky, má naplánovaný výcvik pro ruské kosmonauty Houstonu (výcvikové zařízení NASA v Texasu) a Hawthorne (sídlo firmy SpaceX v Kalifornii) a připravený tým do Hvězdného městečka k tréninku na loď Sojuz. Šéf Roskosmosu Rogozin však na tiskové konferenci na kosmodromu Bajkonur 18. března 2022 po startu Sojuzu MS-21 vyslovil ultimátum západním partnerům v projektu ISS ohledně uvalených sankcí. Řekl doslova: "Ať jsou sankce zrušeny. Žádné kompromisy nebudou. Čekáme do konce března. Absence odpovědi na mé odvolání nebo záporná odpověď bude základem pro naše rozhodnutí. Co to bude – buďte trpěliví."
Na konci dubna pak sice Rogozin prohlásil, že se Rusko z ISS stáhne a o přesném datu bude informovat s ročním předstihem, ale 11. června Roskosmos oznámil, že mu ruský premiér Michail Mišustin podpisem příslušného příkazu umožnil státní kosmické korporaci jednat s NASA o uzavření dohody o "křížových letech", neboli o letech integrovaných posádek ruských a amerických pilotů, která je nezbytná pro sladění mezinárodní posádky ISS při řízení obou pilotovaných kosmických lodí, ruského Sojuzu MS a amerického Crew Dragonu, a také pro vzájemné studium řídicích systémů ruského a amerického segmentu vesmírné stanice. Současně Roskosmos konstatoval, že „po podpisu této dohody mezi Ruskem a USA zajistí společně a NASA vzájemné začlenění svých kosmonautů a astronautů do smíšených posádek“ a potvrdil, že z ruské strany „bude podán návrh na kosmonautku Annu Kikinovou, která již prochází dalším výcvikem v rámci programu NASA“ a že se očekává „návrh americké strany, aby byl do ruské posádky zařazen americký astronaut“.
Aniž by taková nominace byla oznámena, informoval Roskosmos 25. června, že "Anna Kikinová dnes odcestuje do Spojených států na další fázi výcviku na misi Crew Dragon," při níž "projde výcvikem v lodi Crew Dragon zahrnujícím přizpůsobení kosmické lodi jejím individuálním rozměrům a účast na školení o nejnovějších změnách v provozu některých systémů americké kosmické lodi". Náčelník Střediska přípravy kosmonautů Maxim Charlamov 30. června prohlásil, že doihoda může být uzavřena během několika dnů. Ale teprve 15. července, necelých sedm týdnů před plánovaným startem letu SpaceX Crew-5, NASA oznámila, že bylo dosaženo nezbytné dohody a dříve avizovaná výměna se opravdu uskuteční a posádku SpaceX Crew-5 budou tvořit Nicole Mannová, Josh Cassada, Kóiči Wakata a Anna Kikinová, zatímco v Sojuzu MS-22 na ISS přiletí Sergej Prokopjev a Dmitrij Petělin a Francisco Rubio.

### Návštěvní mise
Hned na počátku Expedice 67, a to ještě před letem SpaceX Crew-4, zavítala na ISS krátkodobá návštěva Axiom Mission 1, první let lodi Dragon Crew s vesmírnými turisty k ISS a současně první krok v programu společnosti Axiom Space, která plánuje v dalších letech u ISS vybudovat zvláštní orbitální segment určený k soustavnému využívání pro vesmírnou turistiku. Profesionální kosmonaut Michael López-Alegría a tři turisté – Larry Connor, Mark Pathy a Ejtan Stibbe – měli ISS navštívit již v únoru 2022 během předchozí Expedice 66, ale jejich zhruba desetidenní let se z různých důvodů posunul až do dubna 2022. Na stanici přiletěli 9. dubna 2022 a odletěli po několika odkladech 25. dubna. Na stanici místo původně uvažovaných 10 strávili 15,5 dne.

### Testovací mise
Kromě pilotovaných misí k ISS přiletěla také kosmická loď Boeing Starliner na bezpilotní misi Orbital Flight Test 2, která úspěšně napravila selhání při prvním testovacím letu Starlineru v prosinci 2019, kdy se lodi nepodařilo k ISS přiblížit. Let OFT-2 se měl původně odehrát již v létě 2021, ale kvůli problémům s ventily v servisním modulu Starlineru během předstartovní přípravy byla loď s raketou odvezena ze startovní rampy zpět do montážní haly k dalším testům a opravám. Šestidenní let s bezmála pětidenním připojením k ISS se odehrál mezi 19. a 25. květnem 2022.
Vývoj obsazení ISS shrnuje následující tabulka.
| kosmonaut/astronaut           | loď    | 30. března 2022 – 27. dubna | 27. dubna až 5. května | 5. května – 21. září | 21. září – 29. září |
| ----------------------------- | ------ | --------------------------- | ---------------------- | -------------------- | ------------------- |
| Thomas Marshburn (3)          | Crew-3 | velitel ISS                 | velitel ISS            |                      |                     |
| Raja Chari (1)                | Crew-3 |                             |                        |                      |                     |
| Matthias Maurer (1)           | Crew-3 |                             |                        |                      |                     |
| Kayla Barronová (1)           | Crew-3 |                             |                        |                      |                     |
| Oleg Artěmjev (3)             | MS-21  |                             | [ p. 1 ]               | velitel ISS          | velitel ISS         |
| Denis Matvějev (1)            | MS-21  |                             |                        |                      |                     |
| Sergej Korsakov (1)           | MS-21  |                             |                        |                      |                     |
| Kjell Lindgren (2)            | Crew-4 |                             |                        |                      |                     |
| Robert Hines (1)              | Crew-4 |                             |                        |                      |                     |
| Samantha Cristoforettiová (1) | Crew-4 |                             |                        |                      | [ p. 2 ]            |
| Jessica Watkinsová (1)        | Crew-4 |                             |                        |                      |                     |
| Sergej Prokopjev (2)          | MS-22  |                             |                        |                      |                     |
| Dmitrij Petělin (1)           | MS-22  |                             |                        |                      |                     |
| Francisco Rubio (1)           | MS-22  |                             |                        |                      |                     |
|                               |        |                             |                        |                      |                     |
| Michael López-Alegría (5)     | Ax-1   | 《9. – 25. dubna 2022》     |                        |                      |                     |
| Larry Connor (1)              | Ax-1   | 《9. – 25. dubna 2022》     |                        |                      |                     |
| Ejtan Stibbe (1)              | Ax-1   | 《9. – 25. dubna 2022》     |                        |                      |                     |
| Mark Pathy(1)                 | Ax-1   | 《9. – 25. dubna 2022》     |                        |                      |                     |

Legenda: 
《 》členové návštěvní mise Axiom Mission-1
(V závorkách je uveden dosavadní počet letů do vesmíru včetně této mise.)

## Průběh letu
Kosmonauti Oleg Artěmjev a Denis Matvějev uskutečnili 18. dubna 2022 první ze série výstupů do volného prostoru naplánovaných v programu Expedice 67. Po otevření poklopu modulu Poisk v 15:00 UTC nainstalovali a připojili externí ovládací panel Evropské robotické ruky ERA na vnější povrch laboratorního modulu Nauka, demontovali ochranné kryty ze šesti úchytů, namontovali tři madla na ERA a provedli některé další činnosti potřebné pro její oživení. Celkem čtvrtý Artěmjevův a první Matvějevův výstup trval 6 hodin a 37 minut a skončil uzavřením poklopu modulu Poisk v 21:37 UTC.
Během čekání na – kvůli počasí v místě přistání opakovaně odkládaný – odlet posádky lety Axiom Mission 1 a na něj navazující přílet 4 členů Expedice 67 v lodi SpaceX Crew-4 byla 23. dubna provedena celkem již 318. korekce orbitální dráhy stanice, tentokrát neplánovaná, vyvolaná potřebou vyhnout se hrozící kolizi s kosmickým odpadem. Motory nákladní lodi Progress MS-18, která je připojena na zádi celé sestavy stanice, se zažehly v 13:25 UTC a za 10 minut a 25 sekund činnosti dodaly stanici specifický impuls 1 m/s a zvýšily její dráhu o 1,8 km.
Další výstup do volného prostoru (53. z ruského segmentu stanice) začal 28. dubna 2022 otevřením průlezu modulu Poisk v 14:58 UTC. Oleg Artěmjev a Denis Matvějev navázali na svou práci při předchozím výstupu 18. dubna a aktivovali Evropskou robotickou ruku ERA. Nejprve připojili ovládací panel, kterým ji budou budoucí posádky ovládat. Z různých částí manipulátoru o celkové délce 11,3 metru a z připojovacích bodů odstranili ochranné kryty, na manipulátor připevnili tři madla a uvolnili zámky, které ho přidržovaly v transportní konfiguraci během startu modulu Nauka v roce 2022. Sergej Korsakov pak zevnitř stanice provedl první řízené pohyby ERA – jeden z jejích koncových úchytů (efektorů) se poprvé pohnul krátce po 18:00 UTC a poté došlo k přesunu robotické ruky do základní pozice (úchyty na obou koncích ERA se mohou připojit na několik připojovacích bodů na modulu Nauka, takže se manipulátor může po povrchu modulu krok po kroku přesouvat). Výstup o délce 7 hodin a 42 minut byl ukončen uzavřením průlezu přechodové komory ve 22:40 UTC.
Artěmjev a Matvějev měli v přípravě manipulátoru ERA k provozu pokračovat ještě jedním výstupem, předběžně naplánovaným na 19. května, ale několik dní před termínem odloženým na neurčito kvůli nedokonalému uchycení manipulátoru ERA v jenom z připojovacích bodů.
Několik dní před příletem testovací lodi Boeing Starliner na misi OFT-2, při jejímž testování část posádky stanice asistovala, se uskutečnil další orbitální manévr kvůli zvýšení dráhy stanice. Motory Progressu MS-18 se zapálily 14. května 2022 v 18:05 UTC a impulsem trvajícím bez jedné vteřiny 11 minut zvýšily rychlost stanice o 1,1 m/s a výšku dráhy o 1,9 km na průměrných 418,22 km. U této 319. korekce dráhy zveřejnila ruská strana i hmotnost spotřebovaného paliva – 194,74 kg.
Další korekce dráhy byla naplánována na 18. června a na rozdíl od většiny dosavadních orbitálních manévrů ji měla provést nákladní loď Cygnus NG-17 připojená ke spodnímu portu modulu Unity. Po prvním, který se odehrál už v roce 2018 během letu lodi Cygnus NG-9, měla být i tentokrát ověřena schopnosti Cygnusu zajišťovat pro NASA tento typ služeb dosud poskytovaných výhradně ruskými Progressy. Zážeh motorů lodi NG-17 měl začít v 17:12 UTC, trval by 10 minut a 53 vteřin a dráhu stanice by zvýšil asi o 1,1 kilometru. Už 16. června v 19:03 UTC ale musela být neplánovaně provedena 320. korekce dráhy kvůli ohrožení úlomky družice Kosmos 1408, které vznikly v listopadu 2021 při testu ruské protisatelitní zbraně a ohrožovaly již předchozí expedici k ISS. Korekci zajistily motory Progressu MS-20, které se spustily na 4 minuty a 35 vteřin a impulsem +0,5 m/s zvýšily dráhu o 890 metrů. Šéf Roskosmosu Dmitrij Rogozin na sociálních sítích vůbec poprvé připustil, že ISS byla ohrožena úlomky právě z Kosmosu 1408. Zajímavostí je i zveřejnění krátkého videa se záběrem pracujícího motoru Progressu MS-20. Bez provedení manévru by podle ruských údajů ohrožující úlomky proletěly 16. června v 21:50 UTC kolem stanice ve vzdálenosti menší než 300 metrů.
Plánovaný test orbitálního manévru provedeného lodí Cygnus NG-17 tak byl odsunut o dva dny na 20. června a byly upraveny jeho parametry. Zážeh motoru začal v 15:20 UTC a měl trvat 5 minut a 1 vteřinu, ale už po 5 vteřinách byl přerušen. Důvodem předčasného ukončení byly odchylky parametrů systému oproti běžným letovým operacím lodi Cygnus, z rozboru dat však později vyplynulo, že zjištěné parametry byly pro orbitální manévr s celou stanicí přijatelné, a proto se mohl další pokus uskutečnit 25. června v 17:42 UTC, kdy zážeh o stejné délce zvýšil rychlost stanice o 0,3 m/s a tím i střední dráhu stanice zhruba o 500 metrů. Cygnus stanici opustil o tři dny později.
Červenec přinesl dvě významná zlepšení v technologii stanice. Nejprve byl 3. července, 5 minut po půlnoci UTC, z přechodové komory Nanoracks Bishop, odhozen balík se zhruba 78 kg odpadu, zejména obalů z nákladu dopraveného na stanici, použitého oblečení, různých hygienických produktů a použitých kancelářských potřeb. Balík v komoře ve dnech před akcí naplnila posádka z modulu Tranquility, k němuž je komora připojena. Poté uzavřenou komoru zachytila robotická ruka Canadarm2 ovládaná pozemním personálem ISS, odmanévrovala s ní do patřičné vzdálenosti od stanice, kde byl na povel za Země balík uvolněn směrem k atmosféře, kde později shoří. Mezitím robotická vrátila vyprázdněnou komoru zpět na její místo na modulu Tranquility. Komora Nanorack Bishop – dopravená na ISS v prosinci 2020 nákladní lodí SpaceX CRS-21 a určená především pro vypouštění malých satelitů na oběžnou dráhu Země – tak našla nové využití a dává ISS šanci na plynulejší odbavování odpadu bez nutnosti skladovat ho na stanici i několik měsíců před odletem některé z nákladních lodi, které dosud odvoz odpadu výhradně zajišťovaly.  
A 7. července byl uveden do provozu systém regenerace kyslíku Electron-VM, který udržuje požadované složení plynů v atmosféře stanice. Slouží jako záložního zdroj kyslíku pro dýchání k podobnému systému umístěnému v modulu Zvezda.
Termín dalšího, již 54. výstupu z ruského segmentu stanice, který se měl původně odehrát 19. května, byl o šest týdnů později stanoven na 21. července, a místo původně avizovaného Denise Matvějeva byla nominována Samantha Cristoforettiová. Během přípravy na výstup zahájené 6. července ale nejvyšší představitel agentury Roskosmos Dmitrij Rogozin oznámil, že v reakci na ukončení spolupráce agentury ESA na projektu ExoMars nařídí ruské posádce na ISS ukončit spolupráci na zprovoznění manipulátoru ERA. Agentura ale i v dalších dnech informovala o postupu přípravy Artěmjeva a Cristoforettiové na výstup a 15. července 2022 byl Rogozin prezidentem Putinem uvolněn z funkce a nahrazen Jurijem Borisovem.
Výstup z modulu Poisk se pak uskutečnil 21. července 2022 od 14:50 do 21:55 UTC jako 6. výstup v roce 2022 a celkem 251. výstup z ISS do volného prostoru. Oleg Artěmjev si skafandr Orlan oblékl už pošesté, Samantha Cristoforettiová opustila stanici poprvé a stala se čtvrtým evropským astronautem, který provedl výstup do vesmíru v ruském skafandru. Artěmjev nejprve postupně do prostoru za stanici manuálně odhodil deset 10 ruských CubeSatů vyvinutých na Jihozápadní státní univerzitě v ruském Kursku, které mu Cristoforettiová podávala. Tyto nanosatelity budou využity při experimentech s rádiovou technologií na nízké oběžné dráze Země. Dvojice poté nainstalovala plošiny a adaptér pro evropskou robotickou ruku ERA umístěnou na modulu Nauka a uvedla externí ovládací panel ERA do režimu hibernace, dokud ho nebude znovu potřeba na budoucí vycházce do vesmíru. Cristoforettiová také vyměnila ochranné sklo na osvětlovací jednotce kamery na ERA. Protože se dvojice zdržela na začátku mise zhruba 50 minut při rutinní kontrole vybavení před otevřením průlezu, rozhodlo ruské řízení mise o odložení dalšího z hlavních úkolů výstupu kvůli omezeným zdrojům ve skafandrech pro provedení práce. Prodloužení teleskopického ramene Strela z modulu Zarja směrem k přechodové komoře Poisk kvůli usnadnění pohybu kosmonautů ve skafandrech se tak uskuteční při některém z dalších výstupů. Vycházka původně plánovaná na 6 hodin a 35 minut i přesto trvala o 30 minut déle.
Na dobu trvání Expedice 67 se původně počítalo s dalšími třemi výstupy z ruského orbitálního segmentu kvůli instalaci dalšího dříve vyneseného vybavení modulu Nauka (výměník tepla a přechodová komora, dosud připoutané k modulu Rassvet), a to na červen, červenec a srpen 2022. Po posunu 54. ruské vycházky na 21. července však byl zatím oficiálně oznámeno pouze tolik, že další výstup do volného prostoru se odehraje v polovině srpna, kdy Oleg Artěmjev a Denis Matvějev budou pokračovat v integraci robotického manipulátoru ERA. Na srpen byly dále naplánovány 2 výstupy astronautů z americko-evropské části posádky, ovšem i ty byly v polovině května odloženy. Tentokrát do doby než se podaří objasnit příčiny poruchy jednoho ze skafandrů při posledním výstupu během předchozí Expedice 66, kdy se uvnitř helmy astronauta Matthiase Maurera náhle objevila přebytečná voda a pokryla tenkým filmem polovinu jejího hledí. Protože byla podobná závada v ještě větší míře zaznamenána už v roce 2013, bude skafandr v červenci 2022 převezen na Zemi a podroben zevrubné analýze.
Motory nákladní lodi Progress MS-20 provedly 10. srpna 2022 v 07:16 UTC další, už 323. korekci dráhy stanice. Pracovaly 164,6 sekundy a stanici udělily impuls 0,3 m/s, což zvýšilo střední výšku její oběžné dráhy o 0,53 km na 416,17 km. A o dva týdny později, 25. srpna v 02:20 UTC, následoval další manévr, odůvodněný přípravou na blížící se přílet Sojuzu MS-22. Motory Progressu tentokrát zvýšily střední výšku dráhy zhruba šestiminutovým zážehem o 1,2 kilometru na 416,77 km.
Na polovinu srpna avizovaný ruský výstup do volného prostoru se uskutečnil 17. srpna 2022, zahájen byl otevřením poklopu modulu Poisk v 13:53 UTC. Kosmonauti Oleg Artěmjev a Denis Matvějev měli během necelých 7 hodin provést pět desítek dílčích úkonů, především nainstalovat dvě kamery a osvětlovací jednotky na Evropskou robotickou ruku (ERA), přemístit její vnější ovládací panel mezi dvěma úchytnými body na povrchu stanice, odstranit ochranné kryty dvou koncových uchopovacích mechanismů (efektorů) ERA a seřídit a otestovat jejich pohonné jednotky. Po dokončení instalace obou kamer na ERA a odstranění krytu z jednoho efektoru – po 2 hodinách a 17 minutách trvání výstupu – však dostal Artěmjev od pozemního vedení mise pokyn vrátit se do modulu Poisk a připojit svůj skafandr na elektrickou síť stanice, protože jeho skafandr Orlan začal vykazovat nestandardní stavy nabití baterie. Kosmonaut Sergej Korsakov poté zevnitř stanice uvedl ERA do bezpečné konfigurace a Denis Matvějev provedl některé závěrečné činnosti a také se vrátil do přechodové komory. Celkově sedmý Artěmjevův a třetí Matvějevův výstup tak skončil v 17:54 UTC a trval 4 hodiny a 1 minutu. O den později bylo oznámeno, že Artěmjev s Matvějevem splnili téměř polovinu plánovaných úkolů a že se další výstup do volného prostoru se uskuteční 2. září 2022.
Také tento výstup v délce 7 hodin a 47 minut (od 13:25 UTC do 21:12 UTC) provedli Artěmjev s Matvějevem a dokončili při něm zbylé činnosti pro úplné zprovoznění ERA. Přenesli a připojili externí ovládací panel a otestovali ho při ovládání robotické paže, namontovali další madla a plošinu s adaptéry, upravili pohony obou efektorů a provedli řadu dalších dílčích úkonů. ERA najde uplatnění už při dalších výstupech, které jsou plánovány na následující Expedici 68, a při nichž budou instalovány doplňky modulu Nauka, které dosud čekaly na využití na vnější straně modulu Rassvet, především výměník tepla a automatizovaná nákladní přechodová komora.   
Před plánovaným příletem Sojuzu MS-22 byla 15. září (celkem po 325.) upravena dráha stanice zažehnutím motorů lodi Progress MS-20 připojené na zádi modulu Zvezda. Motory byly spuštěny 118,6 sekundy a dodaly stanici impuls 0,22 m/s, což zvýšilo střední výšku dráhu stanice o 410 metrů na 416,25 kilometru.

## Připojené pilotované a nákladní lodi, obsazení portů

### Porty ISS
ISS měla na začátku Expedice 67 celkem 13 portů umožňujících připojení jiného kosmického tělesa (kosmické lodě nebo dalšího modulu):
- přední port modulu Harmony (Harmony forward) – port na přídi stanice, mířící ve směru letu
- horní port modulu Harmony (Harmony zenith) – port mířící směrem od Země
- spodní modulu Harmony (Harmony nadir) – port mířící směrem k Zemi
- spodní port modulu Unity (Unity nadir)
- spodní port Rassvet (Rassvet nadir)
- přední port modulu Nauka (Nauka forward)
- přední port modulu Pričal (Pričal forward)
- zadní port modulu Pričal (Pričal aft)
- pravý port modulu Pričal (Pričal starboard)
- levý port modulu Pričal (Pričal port)
- spodní port modulu Pričal (Pričal nadir)
- horní port modulu Poisk (Poisk nadir)
- zadní port modulu Zvezda (Zvezda aft) – port na zádi stanice

První čtyři uvedené porty modulu Pričal prozatím nejsou určeny k běžnému provozu a přední port modulu Nauka bude během Expedice 67 osazen přechodovou komorou, dosud připevněnou k modulu Rassvet.

### Připojené kosmické lodi
Při zahájení Expedice 67, kterým byl okamžik odpojení lodi Sojuz MS-18 od stanice, byly k ISS připojeny 2 pilotované a 3 nákladní kosmické lodi. Během trvání expedice se již ke stanici připojily nákladní lodi Progress MS-20 a SpaceX CRS-25. Původně bylo v plánu, že v srpnu dorazí také nákladní loď Cygnus NG-18, ale na tiskové konferenci před startem mise CRS-25 oznámili zástupci NASA, že další Cygnus přiletí ke stanici až v říjnu 2022, tedy již během následující Expedice 68. 
Pokud jde o pilotované lety, během Expedice 67 ke stanici přiletěly lodi Axiom Mission-1 a SpaceX Crew-4 a také loď Starliner na bezpilotní misi Boeing Orbital Flight Test 2 (OFT-2). Před koncem expedice v září přiletěla také část posádky Expedice 68 v lodi Sojuz MS-22.
Následující tabulka shrnuje již uskutečněné a plánované pohyby kosmických lodí (přílety, odlety a přesuny mezi připojovacími porty ISS) po dobu trvání expedice, která se podle plánu završí na konci září 2022, v okamžiku odpojení lodi Sojuz MS-21 od stanice.
| port |        | Harmony forward | Harmony zenith  | Harmony nadir | Unity nadir  | Rassvet nadir | Poisk zenith   | Pričal nadir | Zvezda aft     |
| --- | ------ | --------------- | --------------- | ------------- | ------------ | ------------- | -------------- | ------------ | -------------- |
| | (stav) | SpaceX Crew-3   |                 |               | Cygnus NG-17 | Sojuz MS-19   | Progress MS-19 | Sojuz MS-21  | Progress MS-18 |
| 30. března 2022                                                                                          | odlet  |                 |                 |               |              | Sojuz MS-19   |                |              |                |
| Konec Expedice 66 a začátek Expedice 67 – 30. března 2022 v 07:21 UTC (odpojení Sojuzu MS-19 od stanice) |        |                 |                 |               |              |               |                |              |                |
| | (stav) |                 |                 |               |              |               |                |              |                |
| 9. dubna 2022                                                                                            | přílet |                 | Axiom Mission 1 |               |              |               |                |              |                |
| 25. dubna 2022                                                                                           | odlet  |                 | Axiom Mission 1 |               |              |               |                |              |                |
| | (stav) |                 |                 |               |              |               |                |              |                |
| 27. dubna 2022                                                                                           | přílet |                 | SpaceX Crew-4   |               |              |               |                |              |                |
| 5. května 2022                                                                                           | odlet  | SpaceX Crew-3   |                 |               |              |               |                |              |                |
| | (stav) |                 |                 |               |              |               |                |              |                |
| 21. května 2022                                                                                          | přílet | Boeing OFT-2    |                 |               |              |               |                |              |                |
| 25. května 2022                                                                                          | odlet  | Boeing OFT-2    |                 |               |              |               |                |              |                |
| 1. června 2022                                                                                           | odlet  |                 |                 |               |              |               |                |              | Progress MS-18 |
| | (stav) |                 |                 |               |              |               |                |              |                |
| 3. června 2022                                                                                           | přílet |                 |                 |               |              |               |                |              | Progress MS-20 |
| 28. červen 2022                                                                                          | odlet  |                 |                 |               | Cygnus NG-17 |               |                |              |                |
| | (stav) |                 |                 |               |              |               |                |              |                |
| 16. července 2022                                                                                        | přílet | SpaceX CRS-25   |                 |               |              |               |                |              |                |
| 19. srpna 2022                                                                                           | odlet  | SpaceX CRS-25   |                 |               |              |               |                |              |                |
| | (stav) |                 |                 |               |              |               |                |              |                |
| 21. září 2022                                                                                            | přílet |                 |                 |               |              | Sojuz MS-22   |                |              |                |
| 29. září 2022                                                                                            | odlet  |                 |                 |               |              |               |                | Sojuz MS-21  |                |
| Konec Expedice 67 a začátek Expedice 68 – 29. září 2022 v 10:57 UTC (odpojení Sojuzu MS-21 od stanice)   |        |                 |                 |               |              |               |                |              |                |
| | (stav) |                 | SpaceX Crew-4   |               |              | Sojuz MS-22   | Progress MS-19 |              | Progress MS-20 |

Legenda:

-> označuje směr přesunu lodi k jinému portu